# De descriptionibus
Il De descriptionibus libri III, o più semplicemente De descriptionibus, è un'opera di Marco Terenzio Varrone, non pervenuta, appartenente al gruppo di studi storico-letterari e filologici dell'erudito reatino.
L'opera, suddivisa in tre libri, descriveva i caratteri dei personaggi dei drammi latini; sono pervenuti solamente alcuni frammenti.